# Отступление (фильм)
«Отступление» (англ. Backtrack) — австралийский мистический триллер 2015 года режиссёра Майкла Петрони с Эдриеном Броуди в главной роли. Премьера в США состоялась 18 апреля 2015 года на кинофестивале «Трайбека».

## Сюжет
Питер и Кэрол Бауэр около года назад потеряли дочь. С тех пор жена принимает антидепрессанты, ей постоянно снятся кошмары. Муж тоже никак не может смириться с утратой. Не помогают ни смена места жительства, ни попытки уйти с головой в работу. По профессии Бауэр психоаналитик и должен разбираться в проблемах других людей, но сейчас помощь требуется ему самому.
Старший коллега Питера, доктор Данкан Стюарт, передаёт ему несколько своих пациентов и консультирует самого Питера. Почему он считает себя виноватым? Что именно отвлекло его в тот момент, когда машина сбила ехавшую на велосипеде дочь? Но убитый горем отец не может этого вспомнить.
Пациенты Питера ведут себя странно. Один из них утверждает, что сейчас 1987 год, а президентом США является Рональд Рейган. У другой проблемы с дочерью, та не замечает мать, будто её не существует. А однажды в кабинет приходит совсем юная девушка, которая постоянно молчит, словно чем-то смертельно напугана. В её документах значится имя – Елизавета Валентайн. Потом девушка появляется вновь, на этот раз в доме Питера. Она с ужасом смотрит в окно, за которым слышен звук проходящего мимо поезда, и внезапно исчезает, написав в блокноте несколько цифр.
Питер обращается за советом к Данкану, тот высказывает сомнения, что эта девушка вообще существует. Однако её инициалы мучительно напоминают Питеру о дочери. Наконец таинственная Елизавета Валентайн произносит фразу: «Она у нас». Кто? Ева? Что все это значит?
Бауэр едет в поезде и пропускает свою остановку, потому что засыпает. Проснувшись, он видит даму, которую не замечает собственная дочь. Та сообщает ему, что поняла, почему так происходит. Её слова – я уже давно мертва – повергают Питера в шок. Он ищет в электронной базе данных свидетельства о смерти своих пациентов и обнаруживает, что все они умерли почти тридцать лет назад. Дата смерти одна и та же – 12 июля 1987 года. Питер сообщает об этом своему коллеге, ведь это он передал ему пациентов. Как такое возможно? Неужели это были галлюцинации? Но кто тогда сам Данкан?
Мучимый сомнениями Питер едет на поезде до станции Фэлси Крик. Он приходит в дом своего отца. Билли Бауэр – коп в отставке, он живёт один (мать Питера умерла десять лет назад). Питер отыскивает в своих детских вещах старую газетную вырезку. В баре он встречает друга детства Барри. Но стоило ему завести разговор о событиях 1987 года, Барри посылает его подальше. Они были подростками и поклялись навсегда забыть об этом кошмаре. Что хочет Питер теперь? Сознаться полиции?
С бутылкой виски в руках Питер бродит ночью по рельсам. Воспоминания возвращаются. Им с Барри по 14 лет, они едут на велосипедах к укромному местечку неподалёку от железнодорожного переезда, где можно подсмотреть, как парочки в машинах занимаются сексом. Парни бросают свои велосипеды и прячутся в кустах. В это время на полной скорости мчится поезд, мальчишки бегут к путям, чтобы убрать велосипеды с рельсов, но не успевают это сделать.
На газетной вырезке, которую держит в руках Питер, сообщение о том, что вблизи станции Фэлси Крик поезд сошёл с рельсов, погибло 47 человек. Перед помутившимся взором мужчины возникает призрак его погибшей дочери: «Папа, смотри!» Питер едва успевает сойти с путей, по которым на него надвигается поезд, полный призраков.
Питер приходит в полицию и признаётся, что именно он стал виновником происшествия, которое случилось в июле 87-го, и был он тогда один. Женщина, которая принимает заявление, потеряла в той катастрофе мать. Питер узнаёт на фотографии у неё на столе, ту самую пациентку, призрак который является ему. На вопрос служащей полиции (её зовут Барбара), зачем ему это нужно, ведь дело закрыто, Питер отвечает, что хочет, чтобы погибшие люди обрели покой.
Но призраки продолжают его преследовать. Данкан, с которого все и началось, настаивает, чтобы Питер вспомнил момент смерти Евы. У того в памяти встаёт картина: он увидел в витрине игрушечную железную дорогу. На пару минут Питер остановил свой взгляд на будке сигнальщика, это привело его в крайнее волнение, именно тогда и случилась трагедия.
Питер снова идёт к месту происшествия, ему страшно приближаться к будке, а когда он все же входит туда, то видит, что там повесился Барри. Друг детства был так напуган намерением Питера обратиться в полицию, что у него сдали нервы.
К месту происшествия приезжает полицейская машина, Питер даёт Барбаре новые показания. У Барбары возникают сомнения, она пытается докопаться до истины. В деле почти тридцатилетней давности есть явные нестыковки. В потерпевшем крушение поезде было обнаружено тело девушки, которая ранее числилась пропавшей без вести. Её имя – Елизавета Валентайн, дело о её исчезновении вёл тогда Билли Бауэр, но оно было закрыто. Сопоставив некоторые факты, Барбара приходит к выводу, что в этом замешан Билли.
Воспоминания детства, наконец, окончательно восстанавливаются в памяти Питера. Они настолько ужасающие, что становится ясно, почему психика подростка не выдержала, сработал ментальный защитный механизм, и они на долгие годы были заблокированы его сознанием. В ту злополучную ночь Питер и Барри стали свидетелями следующих событий: в будке сигнальщика Билли Бауэр изнасиловал и убил школьницу Елизавету Валентайн, а тело перенёс в вагон, где были другие погибшие. Не исключено, что истинной причиной крушения поезда стали не велосипеды мальчишек, а переведённые Билли стрелки.
Отставной коп понимает, что его могут разоблачить. Сначала он нападает на Барбару, которая приходит к нему в дом, чтобы задать несколько вопросов. А когда возвращается сын и обвиняет его в тяжком преступлении, Билли пытается расправиться и с ним. Старый маньяк запихивает потерявшую сознание Барбару в багажник, Питера – на переднее сидение, и мчится на полицейской машине к железной дороге.
На дороге появляется призрак его внучки Евы, Билли резко тормозит, передняя дверь распахивается, Питер выкатывается из машины и приходит в себя, Барбара тоже начинает стучать в крышку багажника. Призрак жертвы маньяка – Елизаветы Валентайн – блокирует все двери и мешает убийце выбраться из стоящей на рельсах машины. Приближается поезд. В последний момент Барбаре удается открыть багажник, Питер бежит к ней и успевает столкнуть женщину с рельсов. Поезд со всего размаху налетает на машину и уезжает прочь, увозя с собой всех призраков прошлого.
Питер сидит на берегу океана, рядом с ним сидит его погибшая дочь Ева. Ева встаёт, нежно целует отца и навсегда уходит в сторону прибоя. Рядом с Питером появляется его жена. «О чем ты думаешь?» – спрашивает она. Он отвечает: «О детях».

## В ролях
| Актёр             | Роль                    |
| ----------------- | ----------------------- |
| Эдриен Броуди     | Питер Бауэр             |
| Брюс Спенс        | Феликс                  |
| Сэм Нилл          | Данкан Стюарт           |
| Робин Макливи     | Барбара Хеннинг         |
| Малькольм Кеннард | Барри                   |
| Дженни Бейрд      | Кэрол Бауэр жена Питера |
| Анна Лиза Филлипс | Эрика Джордж            |
| Мэттью Сандерленд | Стив брат Барри         |

## Отзывы
Фильм получил несколько положительных отзывов кинокритиков на фоне большинства негативных. На сайте Rotten Tomatoes у фильма 28 % положительных рецензий на основе 39 рецензий критиков, со средней оценкой 4,4 из 10.
На сайте Metacritic — 43 балла из 100 на основе 10 критических отзывов.